# Polygonum mezianum
Polygonum mezianum är en slideväxtart som beskrevs av Hugo Gross. Polygonum mezianum ingår i släktet trampörter, och familjen slideväxter. Inga underarter finns listade i Catalogue of Life.